# Anglo-americký vyšetřovací výbor

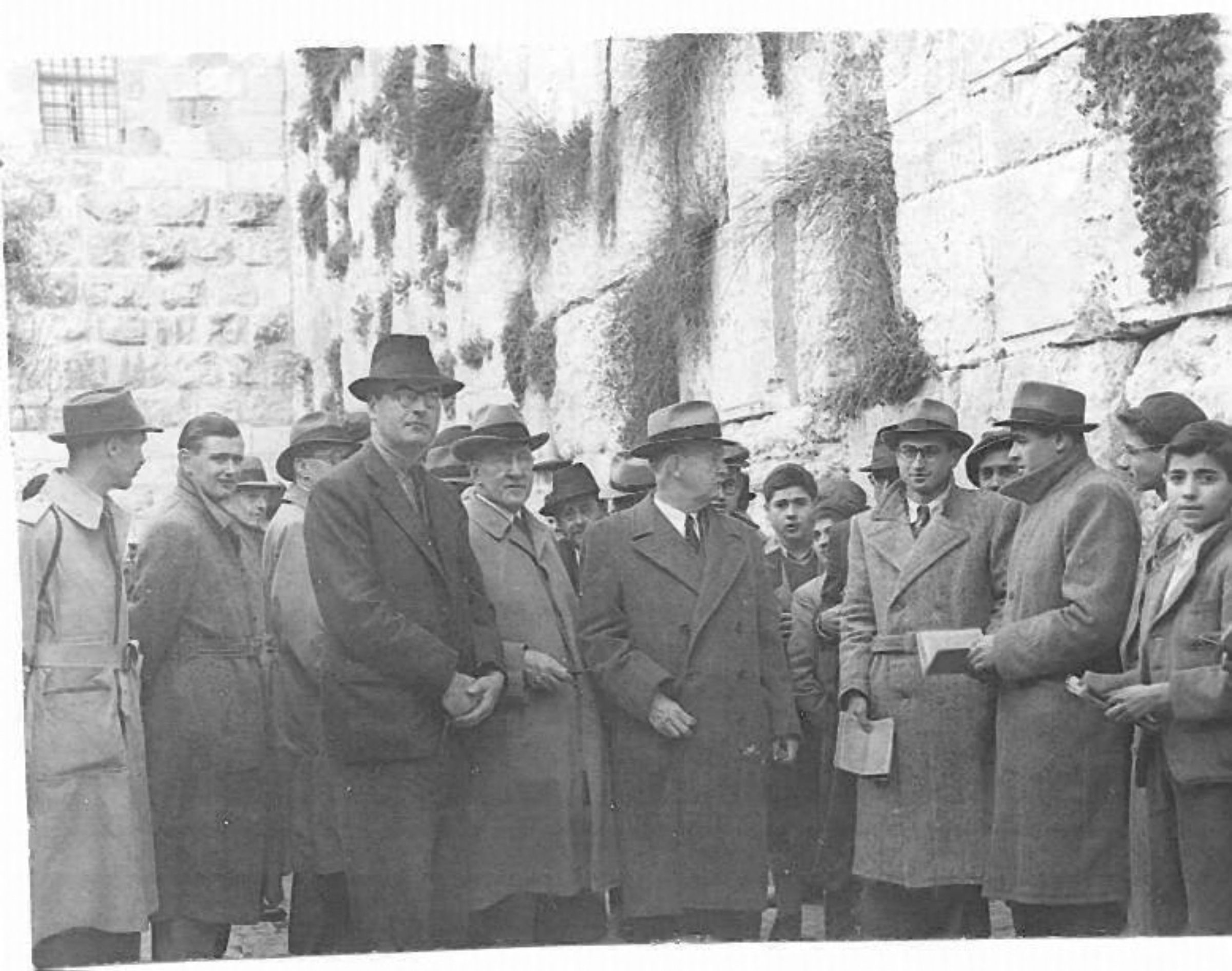
Členové Anglo-amerického vyšetřovacího výboru před Západní zdí v Jeruzalémě

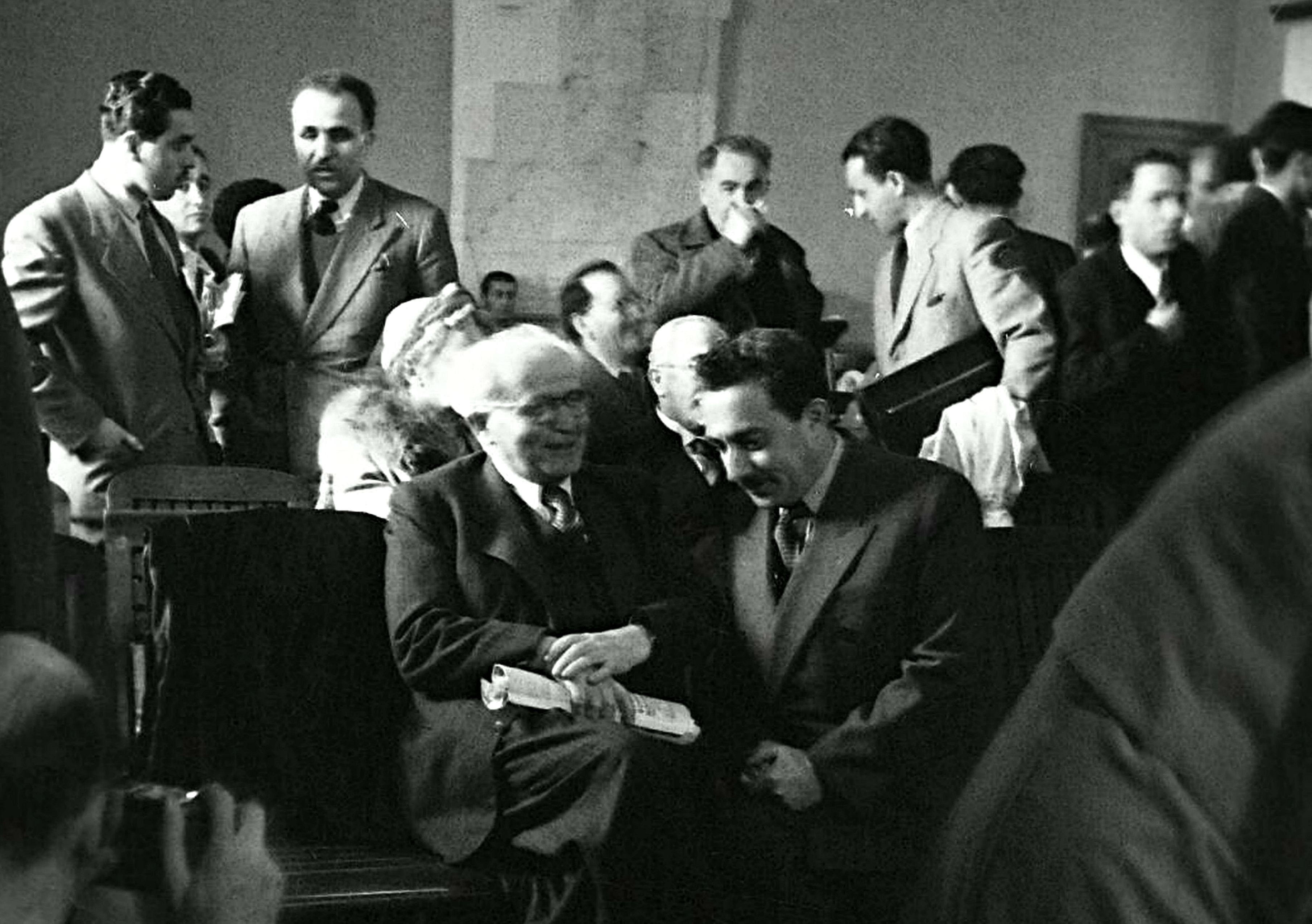
David Ben Gurion a Moše Šertok (Šaret) před Anglo-americkým vyšetřovacím výborem

Anglo-americký vyšetřovací výbor (anglicky: Anglo-American Committee of Inquiry) byl společný výbor Spojených států amerických a Spojeného království vzniklý v roce 1946, jehož úkolem bylo nalézt shodu nad politikou přijímání Židů do Palestiny. Výbor byl pověřen, aby s arabskými a židovskými představiteli v mandátní Palestině konzultoval problémy s nimiž se potýkají, a aby vypracoval doporučení britské a americké vládě. Doporučení výboru se zabývalo otázkou přistěhovalectví a budoucí vlády v Palestině. Přestože se jednalo o jeden z mnoha vyšetřovacích výborů, který se situací v Palestině zabýval, byl Anglo-americký vyšetřovací výbor jediným, který taktéž zkoumal podmínky Židů v Evropě.
Výbor tvořilo celkem dvanáct vybraných osob, šest za americkou a šest za britskou stranu. Mezi jeho členy patřili diplomaté, pedagogové a politici. Kromě Palestiny výbor navštívil i uprchlické tábory v Německu a Rakousku. Jeden z jeho členů, labouristický poslanec Dolní sněmovny Richard Crossman, si po návštěvě tábora o přeživších polských židovských uprchlících poznamenal:
| „                  | Oni už nebyli Poláky, ale jak je poučil Hitler, členy židovského národa, nenáviděni a odmítáni „civilizovanou Evropou.“ Věděli, že daleko v Palestině je jejich Národní domovina, přející si a žádostivá je přijmout, a naděje znovu vybudovat své životy nikoli jako cizinci v cizím státě, ale jako Hebrejci ve své vlastní zemi. Jak absurdní je připisovat jejich touhu po Palestině organizované propagandě! Posuzováno podle střízlivé reality, jejich jedinou nadějí na brzké osvobození je Palestina. | “ |
| — Richard Crossman | |   |

Svou jednomyslně schválenou zprávu výbor předložil 20. dubna 1946. Požadoval v ní zrušení ustanovení Bílé knihy z roku 1939 o omezení prodeje půdy Židům a okamžitě vydala povolení pro 100 tisíc Židů ke vstupu do Palestiny. Americký prezident Harry S. Truman se po zveřejnění zprávy vyjádřil ve prospěch povolení odchodu zmíněného počtu do Palestiny, zatímco britská vlády závěry výboru odmítla. Neústupnost Spojeného království v souvislosti s povolením příchodu Židů přeživších holocaust vedla k radikalizaci jišuvu (židovského obyvatelstva mandátní Palestiny). Sionisté provedli řadu protibritských operací, jmenovitě například Noc mostů. Britové odvetně pozatýkali většinu židovského vedení během tzv. Černého šabatu. Této události ve spirále rostoucích násilností následoval bombový útok na hotel Krále Davida provedený revizionistickým Irgunem.
Růst násilností částečně britskou politiku ovlivnil, a tak Britové společně s Američany ustanovili novou, tzv. Morrison-Gradyho komisi, která 24. července téhož roku představila své závěry. Komise, jenž Palestinu ani nenavštívila, navrhla rozdělení mandátu do tří částí (britská, arabská a židovská) s tím, že by všechny zůstaly pod britskou správou. Závěry komise, jenž byly z části v rozporu se závěry Anglo-amerického vyšetřovacího výboru, byly bezprostředně odmítnuty jak Araby, tak Židy. Všechna jednání se nakonec ukázala být neprůchodná, a tak v únoru 1947 britský ministerský předseda Ernest Bevin oznámil, že Spojené království předá celý problém k vyřešení Organizaci spojených národů.